# Punta Indio (Buenos Aires)
Punta del Indio is een plaats in het Argentijnse bestuurlijke gebied Punta Indio in de provincie Buenos Aires. De plaats telt 666 inwoners.